# Cyrtodactylus astrum
Espèce
Cyrtodactylus astrum est une espèce de geckos de la famille des Gekkonidae.

## Répartition
Cette espèce se rencontre dans la province de Satun en Thaïlande et au Perlis en Malaisie.

## Publication originale
- Grismer, Wood, Quah, Anuar, Muin, Sumontha, Ahmad, Bauer, Wangkulangkul, Grismer & Pauwels, 2012 : A phylogeny and taxonomy of the Thai-Malay Peninsula Bent-toed Geckos of the Cyrtodactylus pulchellus complex (Squamata: Gekkonidae): combined morphological and molecular analyses with descriptions of seven new species. Zootaxa, n. 3520, p. 1–55.